# HD 107148
HD 107148 è una stella nella costellazione della Vergine di magnitudine di 8,02, distante 167 anni luce dal sistema solare. Si tratta di una nana gialla 1,41 volte più luminosa del Sole.
Nel 2006 è stato scoperto un pianeta extrasolare orbitare attorno ad essa. Il pianeta, delle dimensioni di Saturno, orbita a circa 0,27 UA dalla stella in un periodo di circa 48 giorni. Un secondo pianeta delle dimensioni di Nettuno è stato scoperto nel 2021.

## Caratteristiche
HD 107148 è una nana gialla di tipo spettrale G5V con una temperatura effettiva di 5797 K. Ha una luminosità del 41% superiore alla luminosità solare, mentre la sua massa è del 12% superiore. La metallicità è il doppio di quella del Sole ([Fe / H] = 0,31), e sembra anche più evoluta, con un'età stimata in 5,6 miliardi di anni.

## Sistema planetario
Il primo pianeta scoperto, un gigante gassoso avente una massa di circa un quinto di quella di Giove, orbita attorno alla stella in circa 48 giorni, ad una distanza di circa 40 milioni di chilometri (0,269 AU).
Il secondo pianeta è più interno e orbita attorno alla stella in poco più di 18 giorni, standone ad una distanza di circa 20 milioni di chilometri (0,14 UA).

### Prospetto del sistema
| Pianeta | Tipo            | Massa             | Periodo orb.   | Sem. maggiore    | Eccentricità | Scoperta |
| ------- | --------------- | ----------------- | -------------- | ---------------- | ------------ | -------- |
| b       | Gigante gassoso | > 0,21 ± 0,036 MJ | 48,056 ± 0,057 | 0,269 ± 0,016 AU | 0,05 ± 0,17  | 2006     |
| c       | Gigante gassoso | 19,9±3,1 M⊕       | 18,3267        | 0,1406           | 0,34         | 2021     |